# 샹 드 마르스의 학살

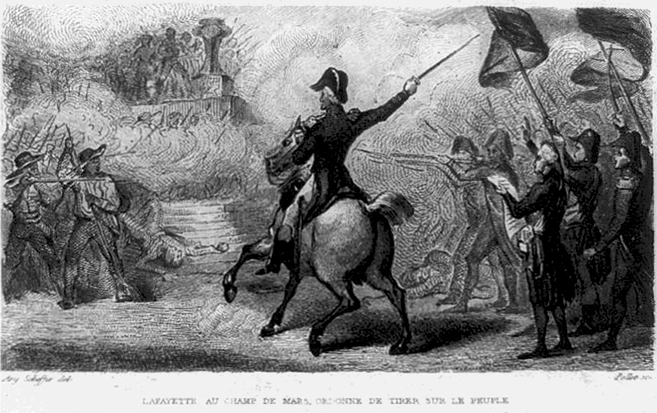
시위군중에서 발포를 명령하는 라파예트

샹 드 마르스의 학살(영어: Champ de Mars Massacre, 프랑스어: Fusillade du Champ - DE - Mars)은 1791년 7월 17일 파리의 샹 드 마르스 광장에서 루이 16세의 폐위와 재판등을 요구하는 시위를 하기 위해 모인 5만 군중을 해산시키기 위해 국민방위대가 군중에게 발포하여 사상자가 발생한 사건이다. 그때까지 프랑스 혁명을 지도하는 입장이었던 국민위병 사령관 라파예트의 인기가 급락한 사건이기도 하며, 또한 파리 시장 장 실뱅 바이가 처형된 이유가 되었다.
프랑스 혁명(1789년)으로 정국을 주도하는 국민의회의 개혁은 국왕의 권한을 축소시켜 입헌군주제의 형태를 취했다. 이에 대해 마지못해 수용을 하던 루이 16세가 오스트리아로 탈출하다 붙잡히는 바렌 사건이 1791년 6월 21일 발생하였다. 국왕은 파리로 강제 압송된후 탕플 탑에 유폐되었다. 파리 시민들은 이 사건으로 큰 충격을 받았으며 의회는 왕권을 정지시켰다.
그러나 의회는 입헌 군주제를 옹호하는 세력이 주도하여 7월 15일에 왕권의 복위를 선언하였다. 그러자 이에 대해 불만을 품은 세력들이 주도하에 시민들이 모여 7월 17일에 국왕 폐위, 재판 등을 요구하며 시위를 벌였다. 국민방위대는 군중을 해산시키기 위해 시위대에게 발포를 하였고 이 과정에서 약 100 여명이 사망하고 말았다.

## 개요

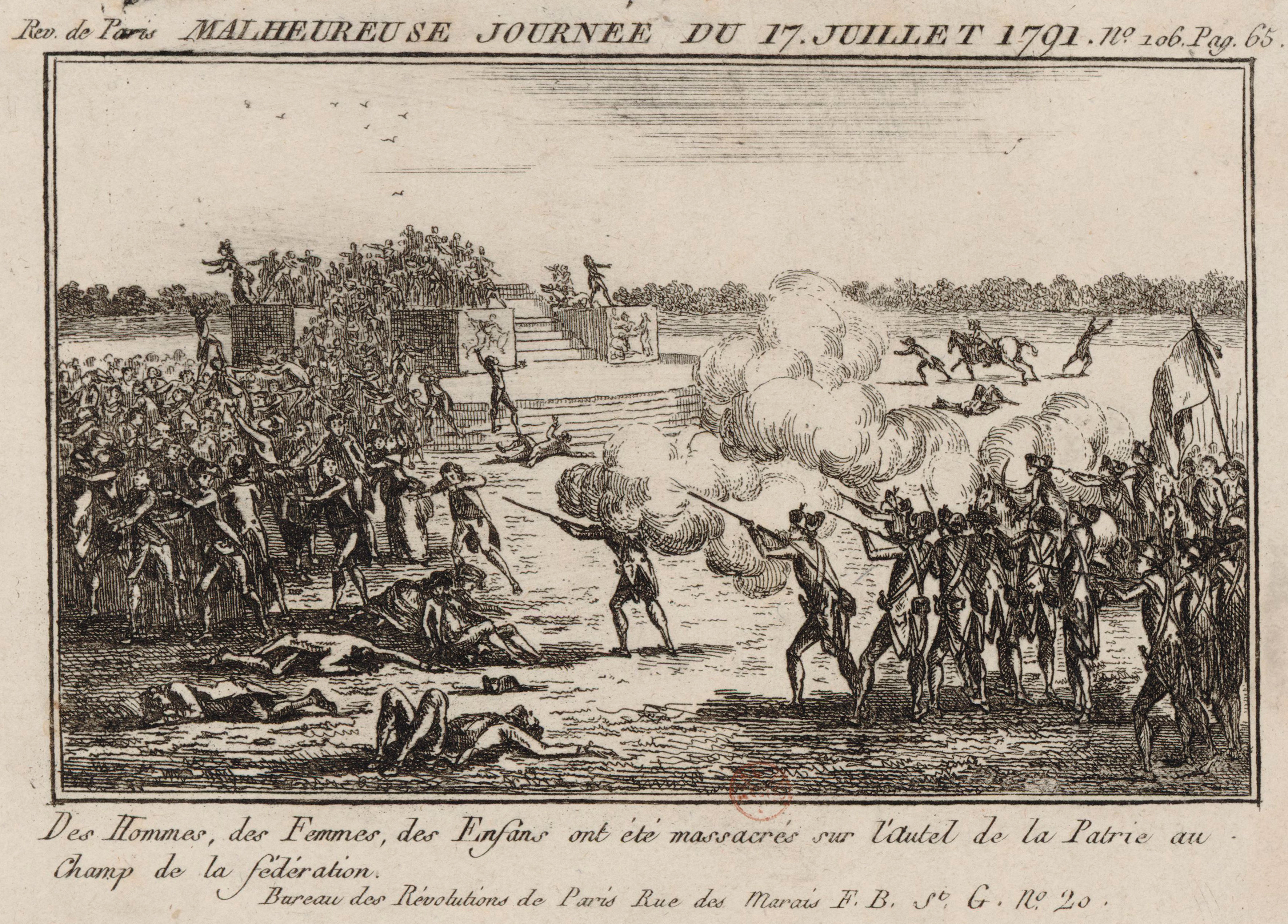
샹 드 마르스 광장의 학살

루이 16세 일가가 도주를 시도한 바렌느 사건은 입헌 왕정을 궁지에 빠뜨렸다. 앙투안 바르나브는 국왕이 납치피해자였다고 조작하려 했지만, 국왕을 재판해야 한다는 비판은 좀처럼 수그러들지 않았고, 공화국 수립 요구는 높아질 뿐이었다. 이 혁명 운동은 7월 14일 두 번째 연맹 축제를 향해 점차 열기를 더해 갔다.
7월 15일, 자코뱅 클럽에서 루이 16세의 폐위 청원 운동이 결정되었고, 입헌군주제를 지지하는 다수파는 이에 분노하여 자코뱅 클럽에서 탈퇴하여, 다음날 푀양파로 분리되었다. 텅빈 협회에 의원 자격을 가진 사람은 5 ~ 6명 밖에 없었지만, 청원문이 채택되어 샹 드 마르스 광장에 보내져 주권자인 대중에게 서명을 받으려 했다. 그 내용이 직접 공화국 수립을 요구한 것은 아니지만 (국왕 대신) 새로운 행정 권력과 (현재 의원 대신) 새 헌법 제정 회의의 소집을 요구한다는 것이었다. 이것은 오를레앙파의 새로운 국왕 교체라는 의미로 해석될 수 있기 때문에, 코르들리에 클럽은 그 애매함을 비난했다. 그러나 지역 민중이 빠짐없이 모여 생 탄트와느 문에서 샹 드 마르스 광장까지 행진을 하며, 평화 시위를 벌였다. 7월 17일, 국민방위대는 시위군중의 해산을 시도하였는데 국민방위대 사령관인 라파예트는 군중에게 발포를 명령하였다. 이 사건으로 약 100 여명이 사망하였다.

## 영향
이 사건으로 인해 국민의회는 입헌군주제를 옹호하는 페이앙파와 공화제를 주장하는 자코뱅파로 분열되었다. 또한 공화정을 주장하는 정치 클럽이 많이 등장하기 시작하였다. 이런 와중에도 1791년 9월 3일에 헌법이 공포되었으며 헌법에 따라 선거가 실시되어 새로운 입법의회가 구성되었다.

## 같이 보기
- 바렌느 사건
- 적기